# Maria Biljan-Bilger

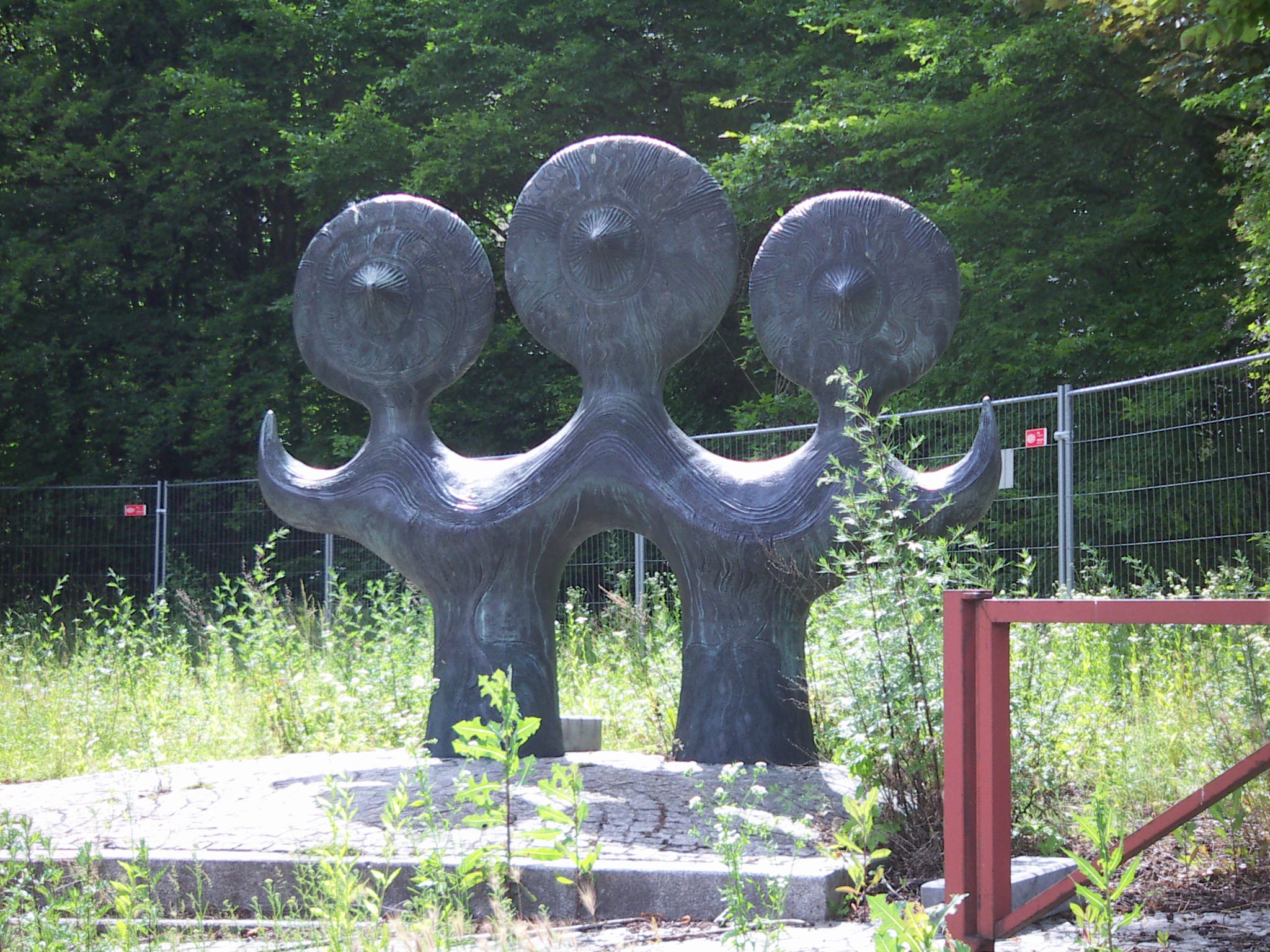
Bronzeplastik Stadt des Kindes auf ihrem ehemaligen Standort (2008)

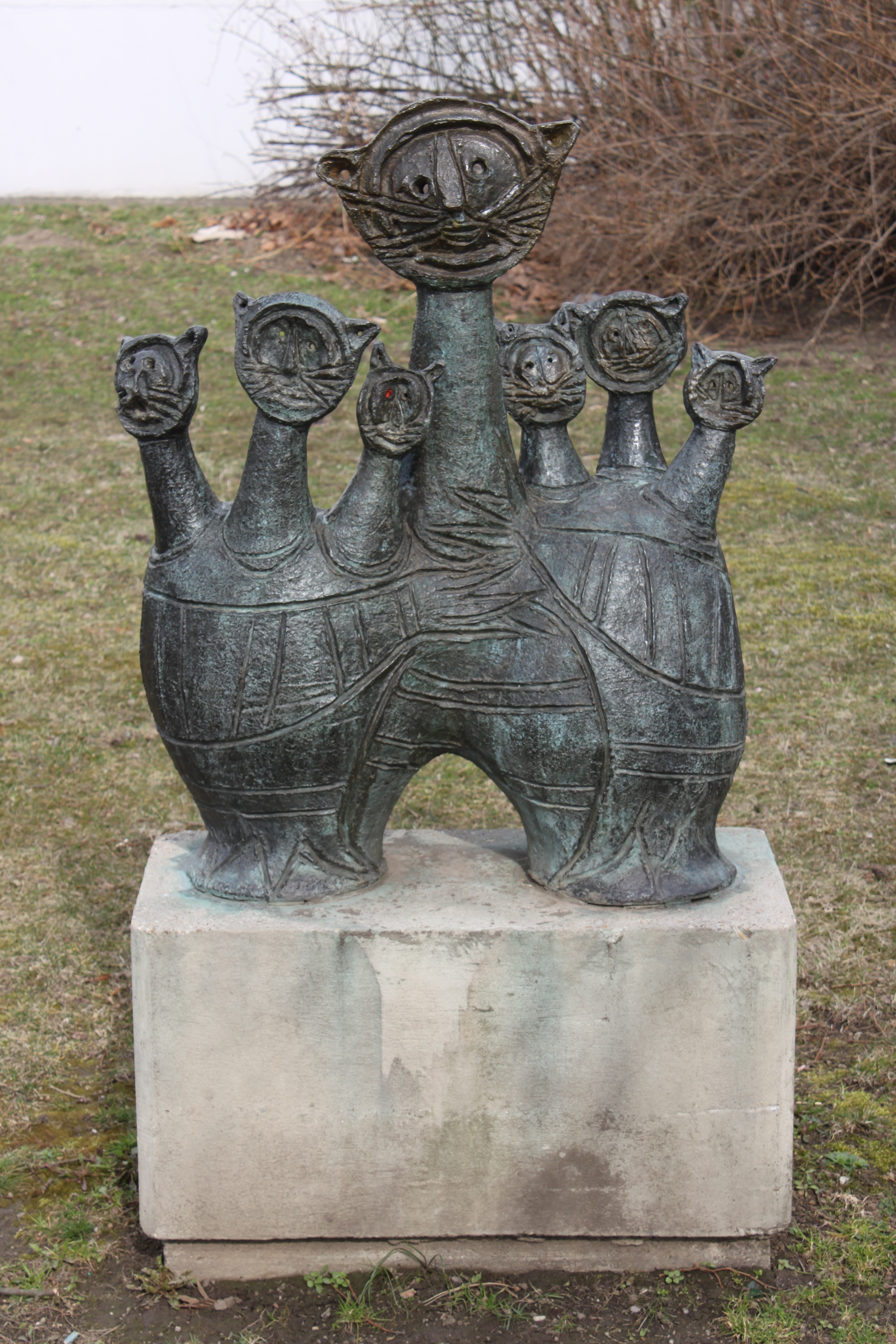
Bronzeplastik Katzenfamilie

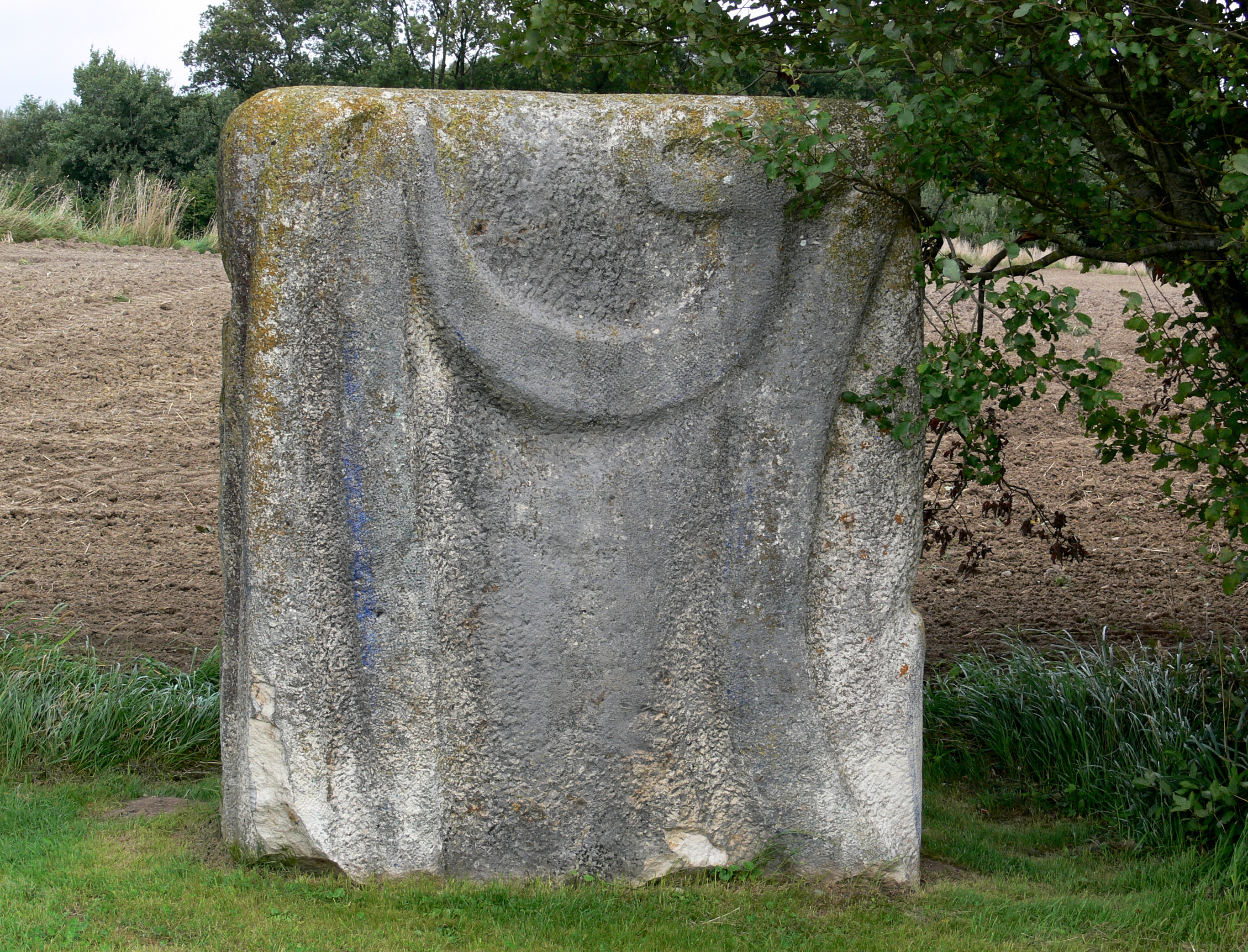
Skulptur, Skulpturenfeld Oggelshausen, 1969

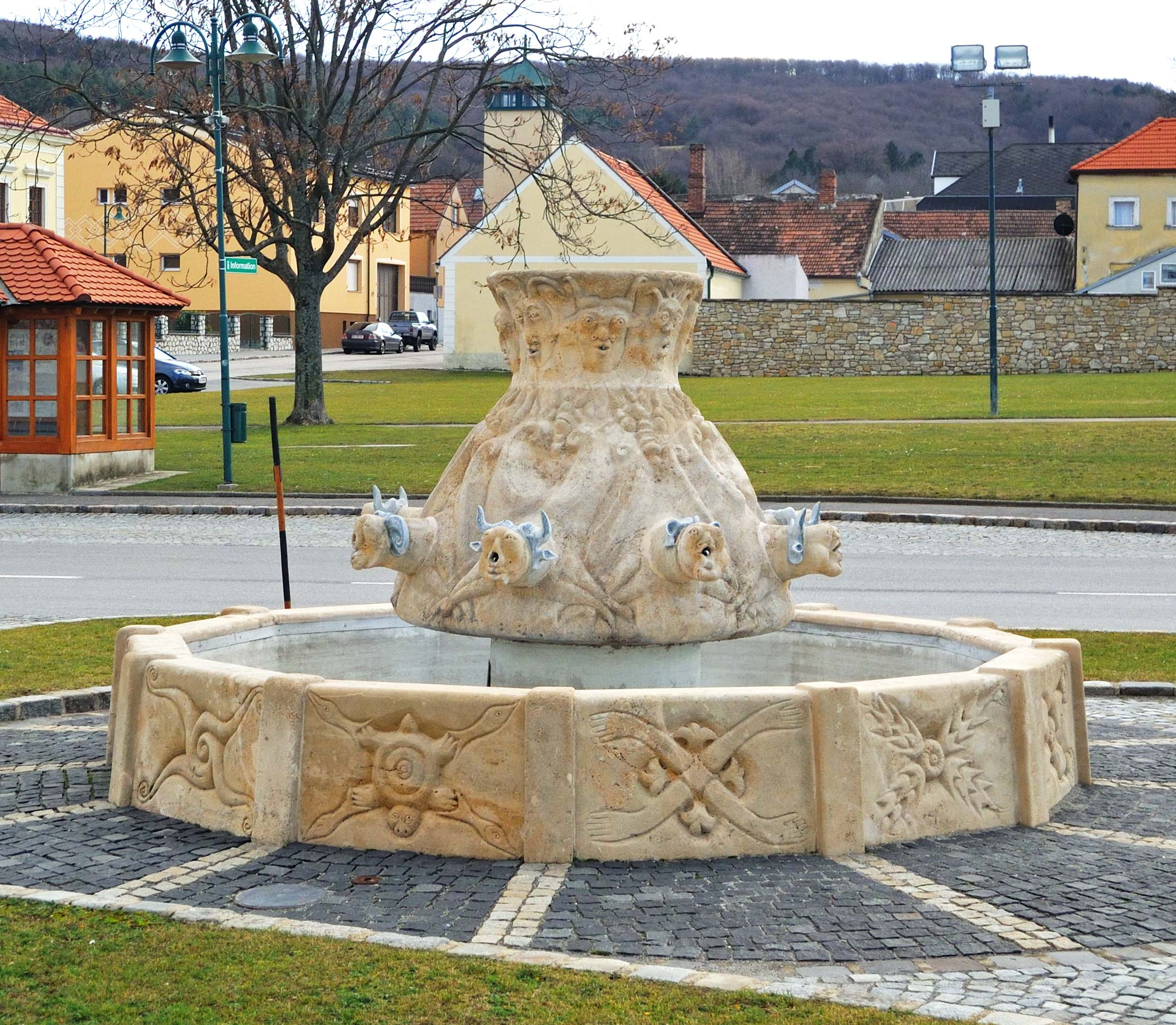
Brunnen in Sommerein

Maria Biljan-Bilger (* 21. Januar 1912 in Radstadt; † 1. Mai 1997 in München, begraben in Sommerein am Leithagebirge) war eine österreichische Bildhauerin und Künstlerin der angewandten Kunst für Keramik und Textiles.

## Leben
Maria Biljan war Tochter eines Hafnermeisters und wuchs in Graz auf. Von 1927 bis 1931 besuchte sie die Keramikklasse der Kunstgewerbeschule Graz bei Hans Adametz. Sie heiratete 1933 den Chemiker und Maler Ferdinand Bilger, einen Cousin ihrer Kommilitonin Goldy Parin-Matthèy. Danach war sie als Volontärin in der Tonwarenfabrik Erndt in Pöchlarn tätig und arbeitete in der Werkstatt ihres Vaters. 1938 zog sie nach Wien, wo sie ein kleines Atelier unterhielt. In den 1940er Jahren freundete sie sich mit Bildhauern wie Fritz Wotruba und Wander Bertoni an.
Nach dem Zweiten Weltkrieg war Biljan-Bilger (1947) Mitbegründerin des Art-Clubs und beteiligte sich an den ersten Ausstellungen in Wien und Rom, später Turin. Ab 1949 unternahm sie Studienreisen nach Sizilien, Griechenland, Jugoslawien, Türkei, Rumänien, Russland, Israel und Jemen. In den 1950er und 1960er Jahren erhielt sie eine Reihe von Aufträgen der Gemeinde Wien und schuf Reliefs und Brunnen für Wiener Wohnhausanlagen. 1965 war sie Gründungsmitglied der Österreichischen Gesellschaft für Architektur.
1961 wurde Maria Biljan-Bilger von Karl Prantl eingeladen, am 3. Internationalen Bildhauer-Symposium im Steinbruch von St. Margarethen im Burgenland teilzunehmen. Dabei entstanden erstmals großformatige Steinarbeiten. 1969 und 1971/1972 besuchte sie die Bildhauer-Symposien in Oggelshausen in Süddeutschland, Labin in Istrien und Tivoli bei Rom. Von 1970 bis 1980 hatte sie die Leitung des „Symposions Europäische Bildhauer“ St. Margarethen im Burgenland inne. Als sie dort 1979 einen Brennofen einführte, um neben der Steinbildhauerei auch Keramikarbeiten zu ermöglichen, kam es zu Konflikten mit Prantl und anderen Mitgliedern.
Maria Biljan ging auch Lehrtätigkeiten nach. So leitete sie zehn Jahre lang Kunsterzieher-Sommerkurse in Stoob. Von 1978 bis 1982 war sie Professorin für Keramik an der Hochschule für angewandte Kunst in Wien.
Sie war ab Anfang der 1950er Jahre in zweiter Ehe mit dem Bildhauer Peter Perz und ab 1985 mit dem Architekten Friedrich Kurrent verheiratet.

## Werk
Maria Biljan war als Keramikerin und Bildhauerin tätig, außerdem schuf sie Textil- und Glaskunst (Gobelins, Wandbehänge, Glasfenster, Mosaike). Ihre Arbeiten zeigen früh Einflüsse von Pablo Picasso, Henri Matisse und Henri Rousseau. Auf ihren Reisen gewonnene Eindrücke von Volkskunst und alten Bauernkulturen spiegelten sich in ihren ab 1942 entstandenen Terrakotten und Kleinplastiken wider. In ihrem Spätwerk finden sich auch große Plastiken mit reicher Bemalung. Charakteristisch für ihr Œuvre sind ungewöhnliche Mischformen zwischen verschiedenen Techniken, Stilarten und Inhalten.
Werke (Auswahl)
- Glasfenster mit Blumen und Sternen, Totenkapelle Sommerrain
- Mosaike, Wiener Stadthalle
- 1962/63: bemalte Steinreliefbänder für Restaurant Bellevue im Wienerwald
- Bronzeplastik, Stadt des Kindes, Wien:
  - wurde im September 2008 von der Abrissfirma Prajo entfernt und nach dem Umbau in ein Wohnhaus-Ensemble an nahezu der gleichen Stelle wieder aufgestellt;[5] wenige Jahre später wurde es abermals entfernt und gegenüber dem ehemaligen Wohnhaus der Künstlerin in Sommerein aufgestellt,[6] wo es heute (Stand: 2018) noch immer zu finden ist
- 1998: Deckenbild Heiliger Geist in der Neuen Pfarrkirche Kirchham in Oberösterreich

## Ausstellungen (Auswahl)
- 1948: In St. Christoph am Arlberg, mit Wander Bertoni und Heinz Leinfellner
- 1950–1954: Biennale Venedig
- 1952: Erste Personalausstellung, im „Strohkoffer“ (Wiener Ausstellungslokal des Art-Clubs); mit wöchentlichen Auftritten des Klarinettisten Uzzi Förster mit seiner Jazzband
- 1953–1959: Biennale São Paulo
- 1961: Personalausstellung in der Galerie Welz in Salzburg, Eröffnung durch Roland Rainer
- 1978: Personalausstellung im Bildhauerhaus St. Margarethen im Burgenland
- 1985: „Maria Bilger - Paul Flora - Kurt Moldovan“, Galerie Hilde Groll in Oberzögersdorf bei Stockerau
- 1985: Beteiligung an „1945 - Davor - Danach“ im Museum des 20. Jahrhunderts
- 1986: bislang größte Personalausstellung, im Schloss und Park des Ethnographischen Museums Schloss Kittsee im Burgenland, Eröffnung durch Hertha Firnberg
- 1987: Personalausstellung im Rupertinum in Salzburg, eröffnet durch Otto Breicha
- 1987: Galerie Bruckmeier in Eichgraben, NÖ; eröffnet von Wolfgang Windbrechtinger
- 1990: Museum Villa Stuck in München, Eröffnung durch Wieland Schmied.
- 1994: Personalausstellung im Niederösterreichischen Landesmuseum in Wien, Eröffnung durch Paul Parin
- 2013: Personalausstellung im Künstlerhaus Wien

## Auszeichnungen und Ehrungen
- 1954 und 1957: Goldene und Silberne Medaille Triennale Mailand
- 1956: Preis der Stadt Wien für Bildende Kunst
- 1959: Internationale Keramikausstellung in Ostende, Goldmedaille
- 1962: Internationale Keramikausstellung in Prag, Goldmedaille
- 1972: Österreichischer Kunstpreis für Bildende Kunst
- 1982: Silbernes Ehrenzeichen der Stadt Wien, Burgenländischer Kulturpreis
- 1986: Polnischer Orden „Mérite Culturel“
- 1992: Kulturpreis für bildende Kunst des Landes Niederösterreich
- 2006: Benennung der Biljan-Bilger-Gasse in Wien-Donaustadt (22. Bezirk)

## Maria Biljan-Bilger Ausstellungshalle Sommerein
Ihr Ehemann Friedrich Kurrent gestaltete für Maria Biljan eine Ausstellungshalle in Sommerein. 1995 begannen die Bauarbeiten an der „Maria Biljan-Bilger Ausstellungshalle Sommerein“ in Verbindung mit dem Wohn- und Atelierhaus in Sommerein. 1998, ein Jahr nach ihrem Ableben, gründeten Maria Guttenbrunner, Johannes Poigenfürst, Barbara und Friedrich Achleitner, Wander Bertoni, Friedrich Kurrent, Hans Puchhammer, Anton Schweighofer und Gunther Wawrik den Verein der Freunde der Maria Biljan-Bilger Ausstellungshalle Sommerein. Sie bildeten den ersten Vorstand.

## Schriften
- Bildwerke aus gebranntem Ton, Terrakotta und Wandteppiche aus 40 Jahren, 1987.